# Arche d'alliance
Pour les articles homonymes, voir Arche et Alliance.

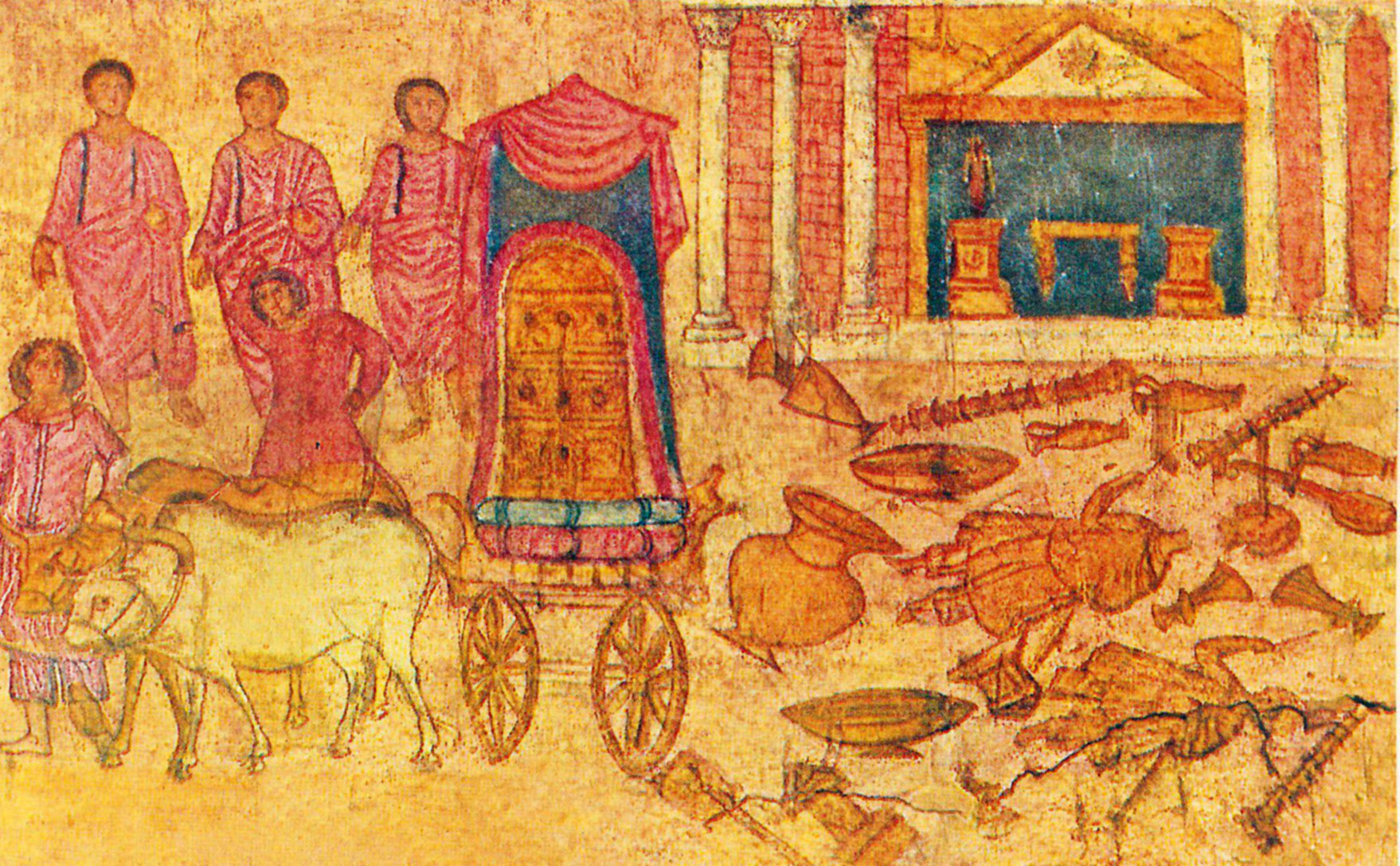
Capture de l'Arche d'alliance par les Philistins, fresque de la synagogue de Doura Europos. Deux scènes rappelant la pratique de la déportation ou de la mutilation des statues de divinités des peuples vaincus selon leur degré d'hostilité ou de vassalité.

L'Arche d'alliance (en hébreu אֲרוֹן הָעֵדוּת, Aron ha'Edout, « Arche du témoignage ») est une relique sacrée centrale de la tradition judaïque, mentionnée dans la Bible hébraïque comme un coffre construit selon des instructions divines données à Moïse sur le mont Sinaï. Réalisée en bois d'acacia et recouverte d'or pur à l'intérieur et à l'extérieur, l'Arche est rectangulaire et est surmontée d'un propitiatoire flanqué de deux chérubins sculptés en or, leurs ailes déployées et formant un trône symbolique pour la présence divine. L'Arche était destinée à contenir les Tables de la Loi contenant le Décalogue, mais certains textes du Nouveau Testament suggèrent qu'elle aurait aussi abrité d'autres objets sacrés, comme un vase contenant la manne ou le bâton d'Aaron.
Dans la Bible, l'Arche d'alliance est décrite comme un objet de pouvoir spirituel et symbolique, représentant l'alliance entre Dieu et le peuple d'Israël. Elle joue un rôle actif dans les récits de l'Exode et de la conquête de la Terre promise. Portée par des prêtres lévites à l'aide de barres en bois recouvertes d'or insérées dans des anneaux fixés à ses côtés, elle précédait les Israélites dans leurs déplacements et était associée à des événements miraculeux. Parmi les récits notables, l'Arche aurait provoqué la séparation des eaux du Jourdain, permettant au peuple d'Israël de le traverser à pied, et causé la chute des murailles de Jéricho lors d'un siège. Elle symbolisait également la présence divine lors des batailles, offrant victoire ou protection.
Après l'installation des Israélites en Terre promise, l'Arche fut déposée dans le Tabernacle, une tente sacrée, avant d'être placée dans le Temple de Salomon à Jérusalem, dans le Saint des saints. Cependant, le sort de l'Arche demeure mystérieux après la destruction du Premier Temple par les Babyloniens en 586 av. J.-C. Aucune trace historique ou archéologique certaine de l'Arche n'a été retrouvée, ce qui a donné lieu à d'innombrables théories. Certains suggèrent qu'elle aurait été cachée à Jérusalem avant la destruction du Temple, transportée en Éthiopie, ou détruite.

## Étymologie du mot «arche»
L'Arche d'alliance qu'abritent successivement le tabernacle de l'Exode puis le Saint des saints du Temple de Jérusalem se nomme en hébreu אָרוֹן (Arôn), « coffre, caisse », terme utilisé 202 fois dans 174 versets de l'Ancien Testament. Ce n’est pas le même terme que celui utilisé pour l'Arche de Noé et pour le panier de Yokébed déposant Moïse sur le Nil. Dans ce cas, le mot hébreu est תֵּבָה (tebah), « sanctuaire, sarcophage ». Ces deux termes  ont été traduits dans la Vulgate par un seul mot en latin, arca, signifiant « meuble, armoire, caisse, coffre », mais aussi « sarcophage, cercueil », et qui a donné « arche » en français par confusion avec le latin arcus, « arc, voûte ».

## Récit biblique

### Description

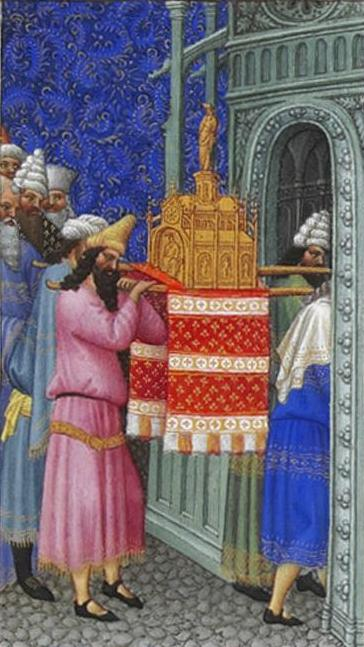
Le Transport de l'Arche à l'intérieur du Temple, miniature des Frères de Limbourg et de Jean Colombe dans Les Très Riches Heures du duc de Berry, v. 1412-1416.

Selon un des récits bibliques, l'Arche d'alliance est en bois d'acacia recouverte d'or pur à l'intérieur et à l'extérieur et sur elle il y a tout autour une bordure d'or. Ses dimensions sont de deux coudées et demie pour sa longueur, une coudée et demie pour sa largeur, une coudée et demie pour sa hauteur[C'est-à-dire ?]. Elle a quatre pieds au-dessus desquels sont mis quatre anneaux d'or. Des barres en bois d'acacia recouvertes d'or sont passées dans les anneaux pour la porter. Un couvercle (propitiatoire) d'or pur est placé dessus. Deux chérubins en or battu sont aux deux extrémités du couvercle, ont leurs ailes déployées vers le haut, couvrant le coffre, et ont leurs faces tournées l'une vers l'autre. L'Arche d'alliance, les anneaux, les barres, le propitiatoire et les deux chérubins sont fabriqués selon ce récit, par Béséléel.
La description de l'arche se trouve dans la Bible :

« Ils feront donc une arche en bois d'acacia, longue de deux coudées et demie, large d'une coudée et demie, haute d'une coudée et demie.

Tu la plaqueras d'or pur ; tu la plaqueras au-dedans et au-dehors et tu l'entoureras d'une moulure en or.

Tu couleras pour elle quatre anneaux d'or et tu les placeras à ses quatre pieds : deux anneaux d'un côté et deux anneaux de l'autre.

Tu feras des barres en bois d'acacia, tu les plaqueras d'or.

et tu introduiras dans les anneaux des côtés de l'arche les barres qui serviront à la porter.

Les barres resteront dans les anneaux de l'arche, elles n'en seront pas retirées.

Tu placeras dans l'arche la charte que je te donnerai.

Puis tu feras un propitiatoire en or pur, long de deux coudées et demie, large d'une coudée et demie.

Et tu feras deux chérubins en or ; tu les forgeras aux deux extrémités du propitiatoire.

Fais un chérubin à une extrémité, et l'autre chérubin à l'autre extrémité ; vous ferez les chérubins en saillie sur le propitiatoire, à ses deux extrémités.

Les chérubins déploieront leurs ailes vers le haut pour protéger le propitiatoire de leurs ailes ; ils seront face à face et ils regarderont vers le propitiatoire.

Tu placeras le propitiatoire au-dessus de l'arche et, dans l'arche, tu placeras la charte que je te donnerai. »

— Récit de l'Exode, chapitre 25 (parasha Terouma), versets 10 à 21.

### Parcours

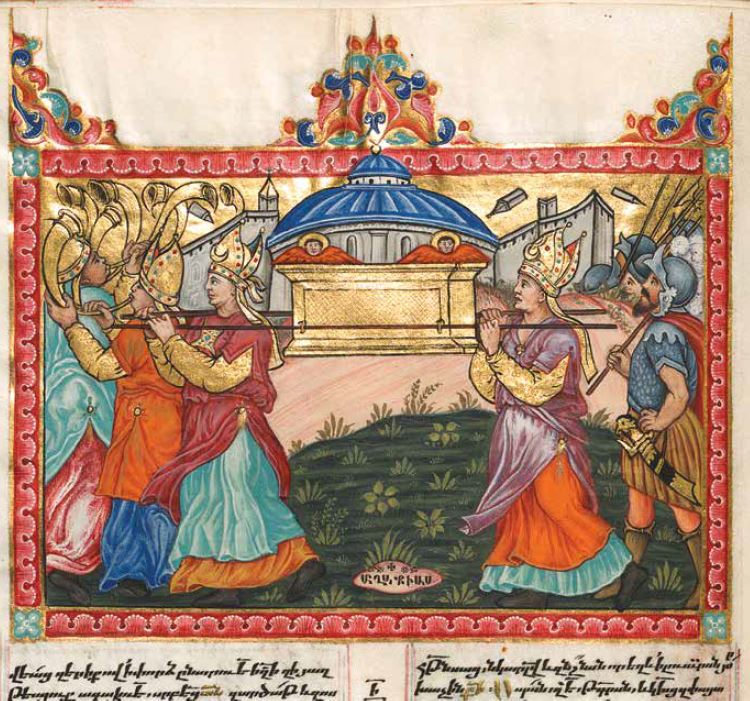
Arrivée de l'Arche en Canaan, enluminure du XVIIe siècle, Matenadaran, Erevan.

De la sortie d'Égypte jusqu'à l'entrée des Israélites dans le pays de Canaan, l'Arche est portée par les Lévites, qui marchent à trois journées devant les autres tribus. Elle fait partie du cortège qui permet la traversée du Jourdain sous la direction de Josué puis de celui qui permet de faire tomber les murailles de Jéricho, lors de sa conquête racontée dans le Livre de Josué.

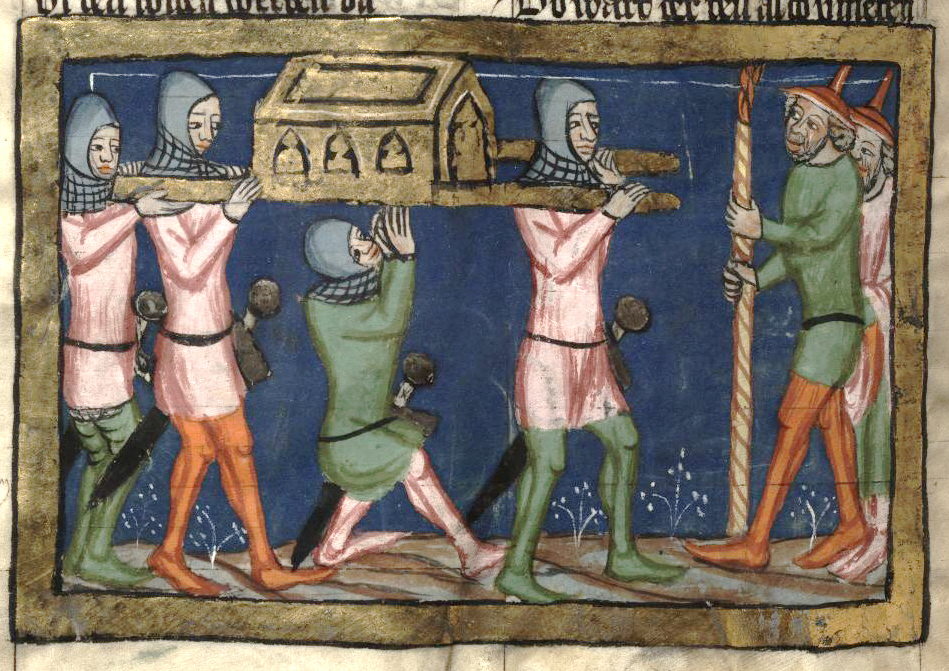
Transport de l'Arche à Silo (sanctuaire central de la confédération israélite) par les Lévites (miniature de la Weltchronik de Rodolphe d'Ems, fin du XIVe siècle).

Après l'installation des Israélites dans l'Israël antique, l'Arche demeure à Guilgal, puis Silo et Kiryat-Yéarim (Premier livre de Samuel, 1S 7,1). Avant la traversée du Jourdain, elle est à Shittim (Abel-Shittim) située dans les plaines désertiques de Moab. Après la traversée du Jourdain, l'Arche d'alliance est à Guilgal à la limite orientale de Jéricho. Le peuple emmène l'Arche d'alliance et prend la ville de Jéricho mais est mis en échec devant la ville de Hai et Josué tombe la face contre terre devant l'Arche d'alliance. Après enquête et punition, le peuple peut s'emparer de la ville de Hai. L'Arche d'alliance est à Sichem et le peuple se tient de part et d'autre de l'Arche d'alliance, une moitié du côté du mont Garizim et l'autre moitié du côté du mont Ebal lors du renouvellement de l'alliance par Josué.
L'Arche d'alliance est à Béthel et Phinées, le petit-fils d'Aaron, est devant elle avant la guerre benjaminite. Samuel est couché dans le temple où se trouve l'Arche d'alliance à Silo. Les Philistins battent Israël et le peuple va chercher l'Arche d'alliance à Silo avec Ophni et Phinées, les deux fils du prêtre Éli. Les Philistins rebattent Israël à Eben-Ezer, prennent l'Arche d'alliance (en) et tuent Ophni et Phinées. À l'annonce de cet événement funeste, le prêtre Eli meurt.
Les Philistins emmènent l'Arche d'alliance d'Eben-Ezer à Ashdod dans le temple de Dagon, mais des malheurs frappent les Philistins qui emmènent alors l'Arche d'alliance à Gath, puis à la suite de nouveaux malheurs la transportent à Accaron. L'Arche d'alliance demeure 7 mois dans la campagne des Philistins qui décident de l'envoyer à Bethsamés en Israël. L'Arche d'alliance est déposée sur la grande pierre dans le champ de Yoshoua le Beth-Shémite. Des hommes de Bethsamés sont tués et les habitants décident d'envoyer l'Arche d'alliance sur la colline de Kiriath-Jearim près du village éponyme. Cependant, selon Christophe Lemardelé, si l’on traduit littéralement 1 Samuel 7,1 en se fondant sur l’hébreu du texte massorétique, et non sur le grec de la Septante comme le font l’ensemble des spécialistes qui lisent « colline » (bounos), on comprend que l'Arche fut portée jusqu'à Gibea (en) (gb'), là où le futur roi Saül la retrouve en 1 Samuel 14,18 (texte massorétique) pour vaincre les Philistins.
L'Arche d'alliance demeure dans un sanctuaire sur cette colline dans la maison d'Abinadab sur la colline pendant 20 ans. Le roi David va chercher l'Arche d'alliance à Qiriath-Yéarim dans la maison d'Abinadab sur la colline, la fait transporter à l'écart dans la maison d'Obed-Edom le Guittite pendant 3 mois. Elle est enfin conduite à Jérusalem par le Roi David, dans un tabernacle. À la suite de la révolte de son fils Absalom, le roi David fuit Jérusalem et franchit l'ouadi de Qidrôn. Les prêtres Tsadoq et Abiathar emmènent l'Arche d'alliance mais le roi David demande que celle-ci soit ramenée à Jérusalem. Après la construction du premier temple, elle est placée dans le saint des saints par le roi Salomon.

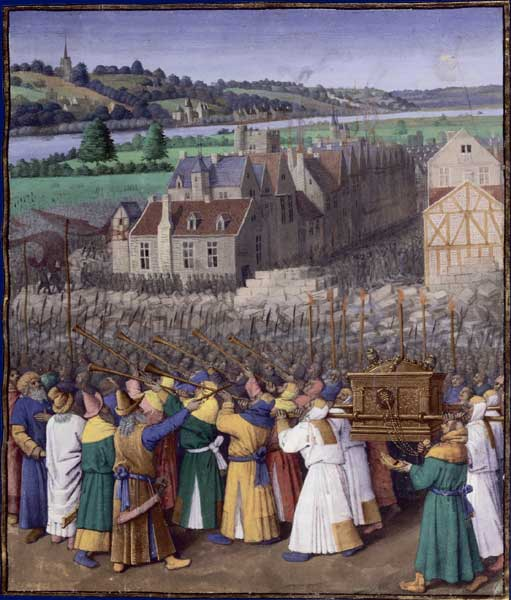
Les murs de Jéricho s'écroulent au septième passage de l'Arche d'alliance précédée par les sept trompettes. Miniature de Jean Fouquet.

L'arche s'insère ainsi dans différents récits de la Bible qui s'appréhendent dans leurs propres contextes narratifs et socio-historiques selon l'exégèse historico-critique : originellement, l'« arche de YhWh » est une sorte de palladium, statue sacrée transportable (comme les sanctuaires itinérants des nomades et les étendards de guerre assyriens) manifestant la présence divine lors des guerres israélites contre les Assyriens et les Philistins. Les migrations de l'arche dans différents sanctuaires pourraient ainsi rappeler que ceux-ci abritaient dans des villes philistines (Ashdod, Gath, Accaron, Bethsamés) l'arche prise comme butin de guerre. Ce sanctuaire mobile, consistant peut-être en deux représentations — héritage polythéiste — de Yhwh et de sa parèdre Ashera présents aux côtés de l'armée lors des conflits militaires, a été transformé par les récits et la théologie deutéronomistes plus tardifs (successeurs du mouvement autour du roi de Juda Josias au sein duquel se développe l'aniconisme) en « arche d'alliance », coffre conservant les deux tables de la loi qui manifeste la présence divine en tant que guide (lors de l'Exode d'Israël hors d'Égypte et la conquête de Canaan), et est porté par les Lévites. L'historiographie deutéronomiste, tout en travaillant à la légitimation du Temple de Jérusalem, témoigne de la reconnaissance par le royaume de Juda de l'importance de sanctuaires dans le royaume d'Israël (synthèse idéologique et théologique des rédacteurs bibliques au VIe siècle av. J.-C. qui intègrent les traditions des ex-Israélites formant un élément majeur de la population du royaume du sud). Les textes et la théologie chronistes en font un objet liturgique porté par les kohanim (les prêtres) avec, selon les auteurs sacerdotaux, une fonction d'expiation rituelle, puisque l'« arche de témoignage » dans le Second Temple de Jérusalem est couverte d'une kapporet, « propitiatoire » (plaque d'or posée comme un couvercle sur le coffre contenant les tables de fondation),.
Avec la disparition du royaume d'Israël en 720 av. J.-C. et l'affaiblissement de l'Assyrie sous l'effet de la menace babylonienne, l'expansion du royaume de Juda est marquée par le développement du culte national et royal. La « réforme d'Ézéchias » tente de démanteler les sanctuaires unificateurs (sanctuaires frontaliers de Guilgal entre la tribu de Benjamin et celle de Juda, de Béthel, amphictyonie de Silo) puis surtout la « réforme de Josias » mettant en place une centralisation politique et religieuse, fait du temple de Jérusalem le seul sanctuaire légitime du royaume, fondé sur la vénération unique de YHVH et dans lequel est placé le coffre. Après la prise de Jérusalem par le roi de l'Empire néo-babylonien Nabuchodonosor II en 586 avant J.-C., l'arche disparaît dans les récits bibliques et elle n'est pas dans la liste des objets pris dans le temple de Salomon. L'Arche d'alliance n'est pas non plus dans la liste des objets ramenés de Babylone après l'exil. De fait, nul ne sait ce qu'il est advenu de l'Arche d'alliance après la chute du temple de Salomon : perte ? Vol ? Destruction ? Déportation comme butin de guerre ? Cette disparition a ainsi donné lieu à diverses spéculations et revendications :

#### Selon le Livre des Maccabées et le Livre de Jérémie

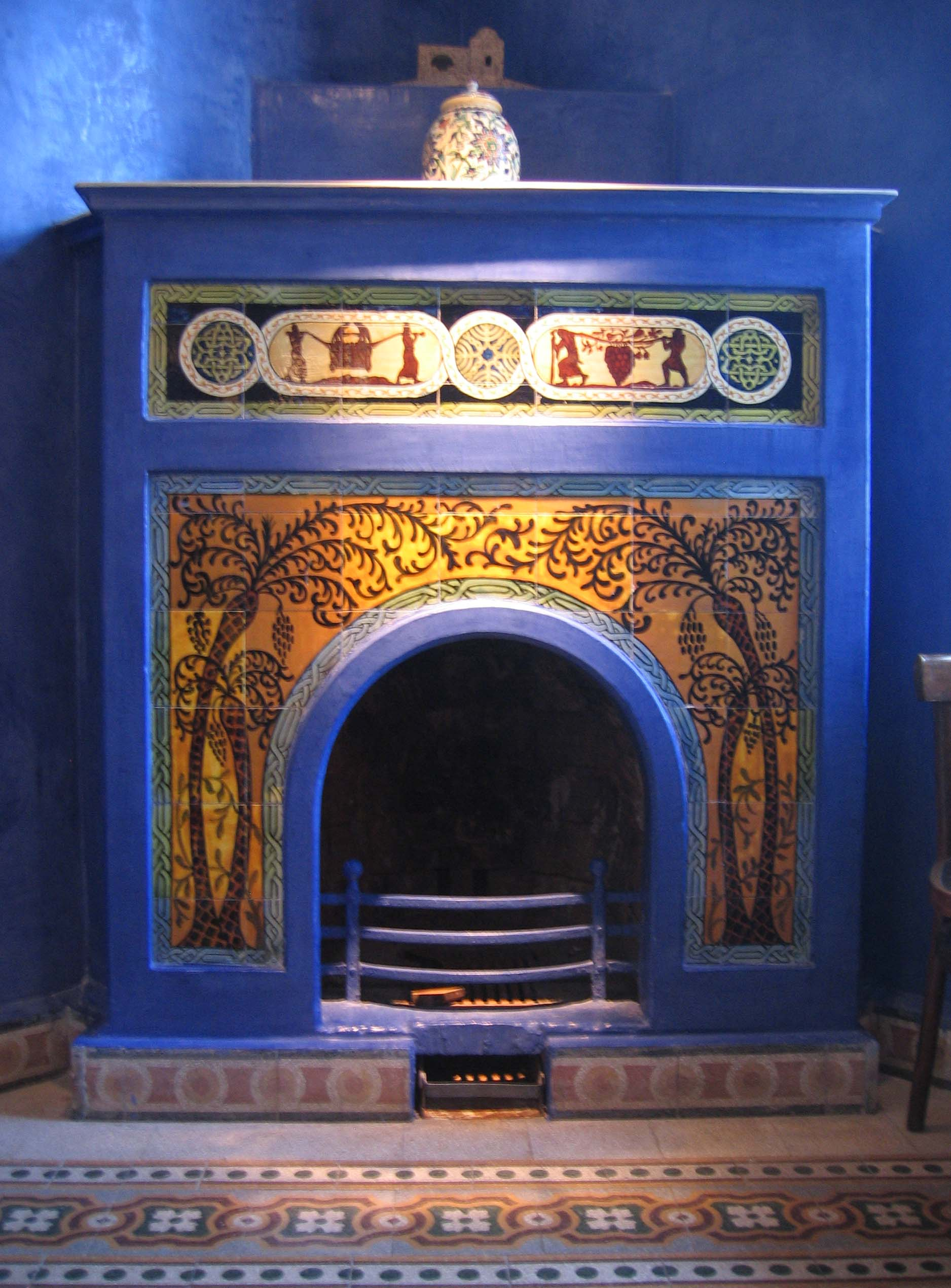
Représentation de l'Arche à Beit Bialik, Tel Aviv.

Si l'on se limite aux textes bibliques, d'après le canon des écritures juives, il semblerait que l'Arche, après avoir résidé de nombreuses années dans le temple de Salomon, ait purement et simplement disparu.
On sait, par le témoignage du général romain Pompée[réf. nécessaire], qu'il n'y avait plus d'arche dans le second temple. Il trouva le saint des saints totalement vide. Toutes sortes d'hypothèses ont été émises à ce sujet : certains pensent qu'elle aurait été dissimulée par les prêtres quelque part, dans un des tunnels souterrains du Mont du Temple, ou dans un autre endroit tenu secret jusqu'au moment propice de sa réapparition, lors de la construction du Troisième Temple.
Dans le second livre des Maccabées, on trouve rapportée comme une légende que Jérémie aurait assisté ou participé au camouflage de l'arche lors de la destruction de Jérusalem au VIe siècle avant l'ère chrétienne. Jérémie emporte l'Arche d'alliance dans la montagne où Moise était monté avant de mourir et la dissimule dans une grotte dont il obstrue l'entrée. Moise est monté au sommet du Pisga en surplomb du côté de la face de Yeshimôn = Beth-Yeshimoth sur le mont Nébo dans la montagne d'Abarim au pays de Moab en face de Jéricho. Balaq le roi de Moab emmène Balaam au champ de Tsophim au sommet du Pisga pour observer le peuple juif avant le franchissement du Jourdain. Des investigations furent faites en 1931 par Antonia Frederick Futterer et en 1981 par Tom Crotser.
« Il y avait dans cet écrit qu'averti par un oracle, le prophète se fit accompagner par la tente et l'arche, lorsqu'il se rendit à la montagne où Moïse, étant monté, contempla l'héritage de Dieu.

Arrivé là, Jérémie trouva une habitation en forme de grotte et il y introduisit la tente, l'arche, l'autel des parfums, puis il en obstrua l'entrée.

Quelques-uns de ses compagnons, étant venus ensuite pour marquer le chemin par des signes, ne purent le retrouver.

Ce qu'apprenant, Jérémie leur fit des reproches : Ce lieu sera inconnu, dit-il, jusqu'à ce que Dieu ait opéré le rassemblement de son peuple et lui ait fait miséricorde.

Alors le Seigneur manifestera de nouveau ces objets, la gloire du Seigneur apparaîtra ainsi que la Nuée, comme elle se montra au temps de Moïse et quand Salomon pria pour que le saint lieu fût glorieusement consacré. »
— Deuxième livre des Maccabées 2M 2,4-8
On remarque que ce rôle attribué au prophète Jérémie dans le sauvetage de l'arche est en contradiction avec le désintérêt que le prophète marque pour l'arche puisqu'elle ne sera plus nécessaire lors des temps messianiques, la présence de Dieu remplaçant les symboles visibles :

« Alors, quand vous serez devenus, à cette époque, nombreux et prospères dans le pays, déclare l'Éternel, on ne dira plus : Arche de l'Alliance du Seigneur ! La pensée n'en reviendra plus à l'esprit, on n'en rappellera plus le souvenir ni on n'en remarquera l'absence : on n'en fera plus d'autre. »

— Livre de Jérémie, Jr 3,16
.
Le verset suivant (« En ce temps-là, on appellera Jérusalem le trône de l’Éternel » Jr 3,17) suggère que de retour d'exil à Babylone, les Hébreux ont substitué à l’Arche d'alliance, désormais disparue, Jérusalem vue comme nouveau « trône de Yhwh ».

#### Selon l'Église orthodoxe éthiopienne
Le récit de l'Arche en Éthiopie se fonde sur une épopée médiévale, le Kebra Nagast, livre du XIVe siècle fondant le mythe étiologique de la royauté salomonide : l'Arche aurait été offerte par Salomon à la reine Makeda de Saba à la suite d'une visite à Jérusalem. Elle aurait ensuite été dérobée et emmenée en Éthiopie par Ménélik, le fils que la reine a eu avec Salomon.

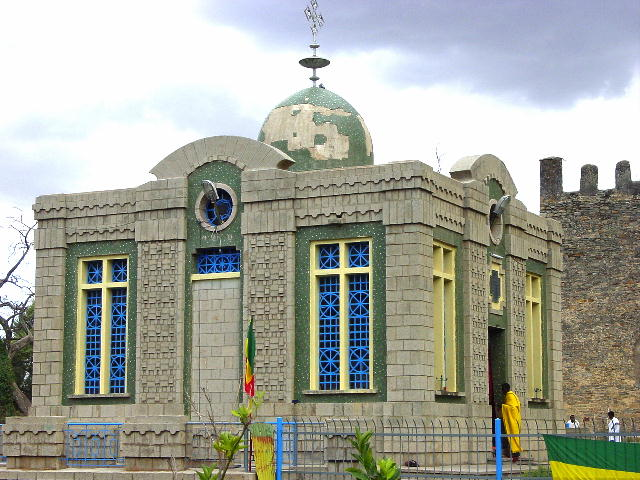
La chapelle de l'église Sainte-Marie-de-Sion à Aksoum en Éthiopie où l'Arche aurait séjourné d'après certaines traditions.

La tradition du Kebra Nagast affirme par ailleurs que l'Arche se trouverait toujours dans le saint des saints d'une église chrétienne située à Aksoum : l'église Sainte-Marie-de-Sion. Selon la théorie pseudo-scientifique du journaliste Graham Hancock, ce serait après avoir séjourné dans l'île Éléphantine en Égypte, puis dans une île du lac Tana en Éthiopie, qu'elle aurait été apportée à Aksoum au IVe siècle, lors de la christianisation du pays.
Il est possible que cette tradition vienne d'une confusion entre l'arche et son contenant : chaque église éthiopienne est construite sur le modèle du temple de Jérusalem, possédant en son centre le saint des saints, le « maqdas », salle ouverte qu'aux prêtres et possédant un coffre en bois ou en pierre, le tabot qui conserve une réplique de l'Arche. Selon le témoignage de plusieurs gardiens de la chapelle de la tablette, la relique ne serait pas l'Arche mais un tabot vénéré depuis des siècles, consistant en une grande tablette blanche qui pourrait être une pierre d'autel (en) sacrée.
Actuellement, elle serait conservée dans la « chapelle de l'Arche d'alliance », située dans un enclos séparé de l'église Sainte-Marie-de-Sion, sous la protection d'un gardien nommé à vie par son prédécesseur, qui est le seul autorisé à la voir et qui ne sort jamais de l'enceinte. Ni l'empereur d'Éthiopie (assassiné en 1975), ni le président de la République d'Éthiopie, ni même le chef de l'Église orthodoxe éthiopienne ne sont autorisés à la voir. La version de la tradition éthiopienne se heurte au fait que l'Arche d'alliance était encore à Jérusalem sous le règne du roi Josias.

## Autres traditions

### L'Arche d'alliance et l'islam
Selon la tradition islamique, les exégètes ont longuement écrit sur ce « coffret », qui serait une caisse en bois précieux serti d'or et contenant la copie authentique de la Torah.
C'est sur ce critère et cette législation authentiquement divine qui devaient mettre un point final aux discussions meurtrières qui divisaient les Juifs d'époque et leur apporter ainsi la « paix » dont ils avaient tant besoin.
C'est à cette copie que le Coran fait allusion quand il demande aux Juifs d'apporter leur Livre pour voir s'il n'est pas en accord avec ce que le Coran leur dit. L'Arche d'alliance contenant le pentateuque de Moïse (Torah) fut par la suite enlevée aux Juifs par les Philistins après une guerre meurtrière.
L'Arche d'alliance a été citée par le Coran comme preuve du règne de Tālūt (Saül dans la Bible) :

« Et leur prophète leur dit :

« Le signe de son investiture sera que le coffre [l'Arche d'alliance] va vous revenir ; objet de quiétude inspiré par votre Seigneur, et contenant les reliques de ce que laissèrent la famille de Moïse et la famille d'Aaron. Les Anges le porteront. Voilà bien là un signe pour vous, si vous êtes croyants. » »

## Représentations artistiques
- Mosaïques de l'oratoire de Germigny-des-Prés d'époque carolingienne.
- Portail nord de la cathédrale Notre-Dame de Chartres où selon une légende, les Templiers l'auraient ramenée d'Aksoum (légende mise en circulation depuis la publication en 1966 du livre Les mystères de la cathédrale de Chartres de Louis Charpentier)[91].
- Tentures du musée national de la Renaissance à Ecouen.

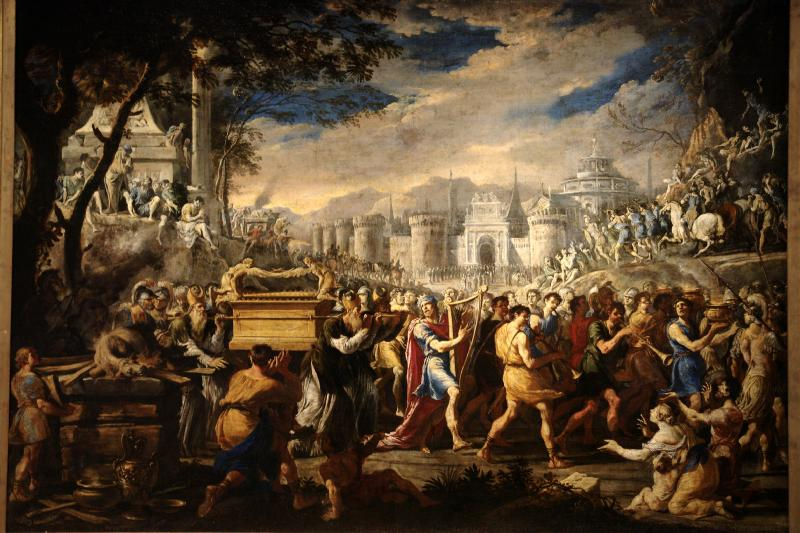
Le roi David portant l'Arche d'alliance à Jérusalem. Tableau de Domenico Gargiulo, Musée des beaux-arts Pouchkine, Moscou.
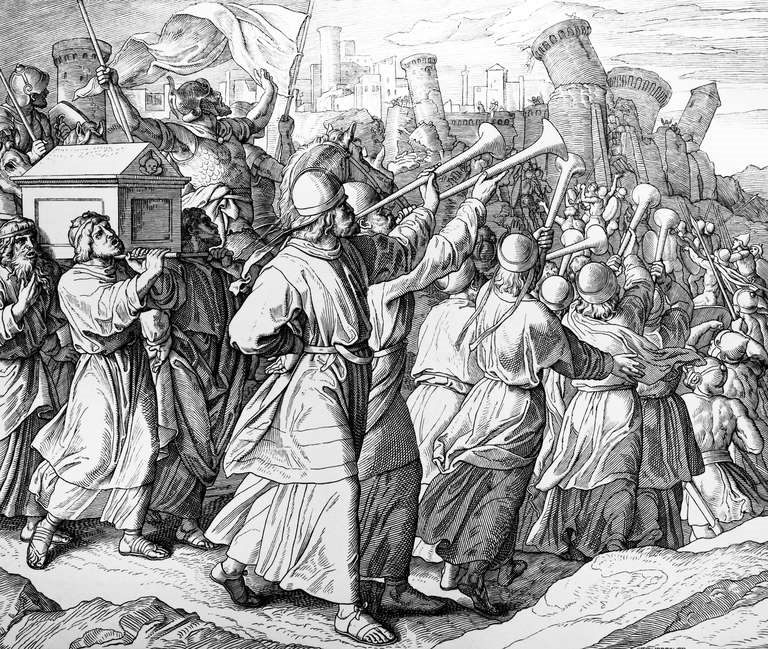
Défilé autour des murailles de Jéricho. Gravure de Julius Schnorr von Carolsfeld.
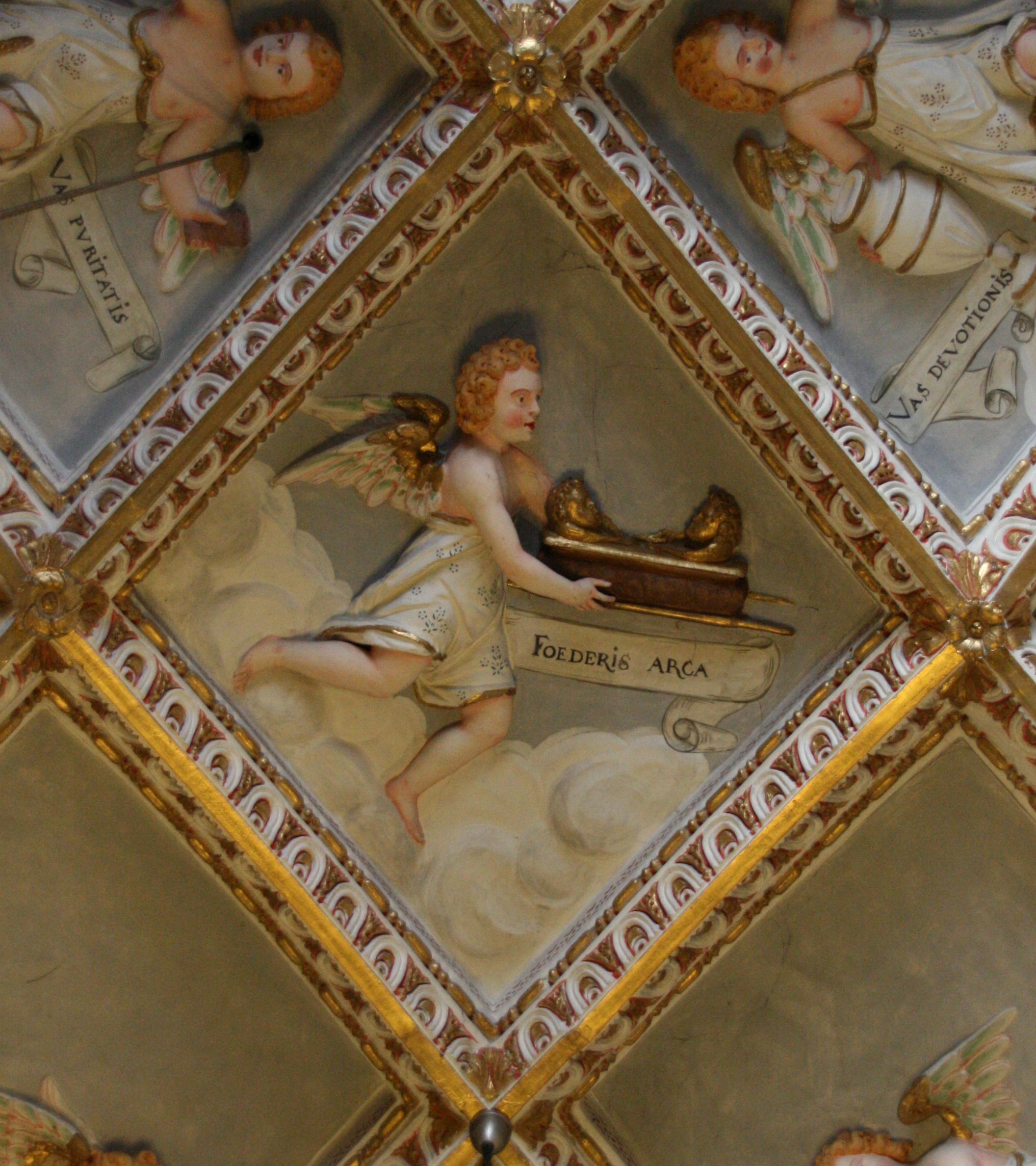
Représentation d'un ange tenant l'Arche d'alliance. Plafond du transept nord de l'Église des Franciscains à Lucerne, en Suisse.
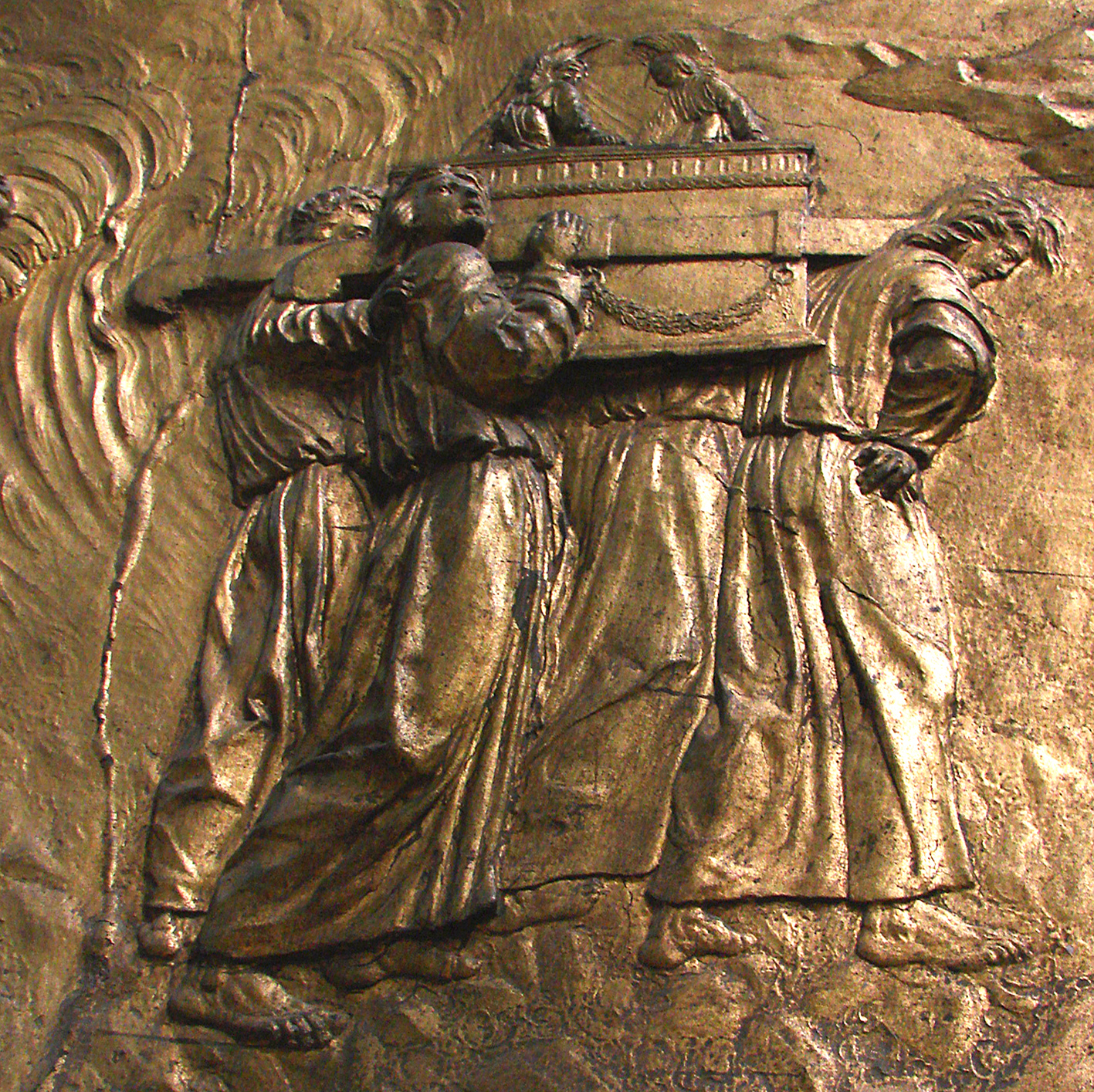
Bas-relief d'un autel de la cathédrale d'Auch (France), représentant le transport de l'Arche d'alliance.
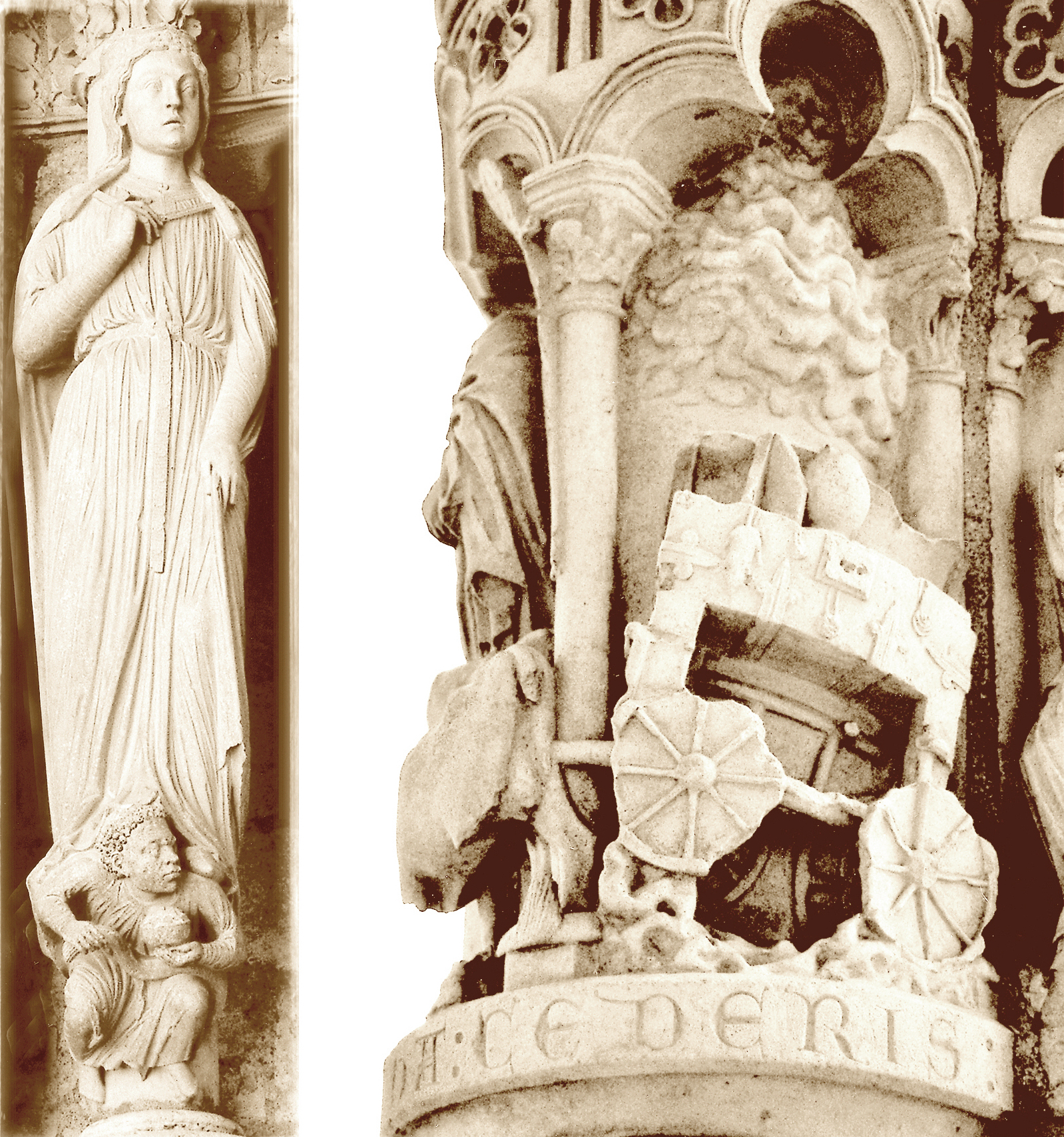
Arche d'alliance représentée sur un pilier du portail nord de la cathédrale de Chartres[92].

## Spéculations
Selon les textes :

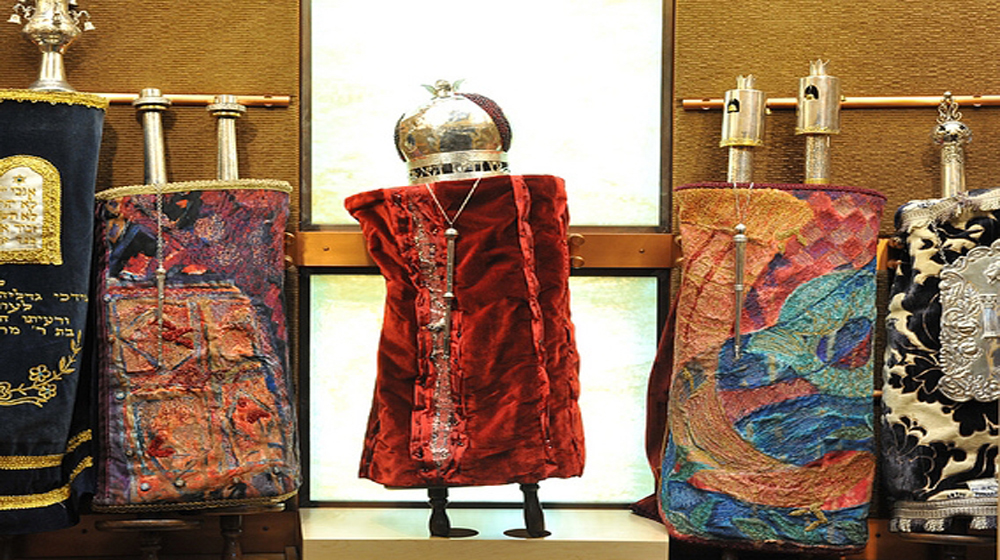
L'Arche d'alliance contient les Sifrei Thora.

- l'arche était accompagnée d'une nuée ;
- son pouvoir était immense ;
- sa taille était réduite (elle tenait dans un coffre) ;
- son poids était proche de 160 à 200 livres, puisqu'il fallait quatre hommes pour la porter ;
- sa nature physique interne est inconnue, mais on trouve un texte décrivant un risque mortel à son contact[93].

Selon le livre des Rois, « il n’y a rien dans l’arche, sinon les deux tables de pierre déposées par Moïse à l’Horeb ». Ce récit de l'auteur deutéronomiste suggère que les deux tables remplacent peut-être deux pierres sacrées, comme on le trouve aussi dans des coffres bédouins pré-islamiques. Ce passage est peut-être à rapprocher de la pratique dans certaines tribus arabes de remplacer les deux déesses Al-Lat et Uzza par des copies du Coran.
Selon le Livre des Chroniques, chapitre 13, « ils arrivèrent à l’aire de Kidon, et Uzza étendit sa main pour saisir l’arche, parce que les bœufs avaient bronché. Et la colère de l’Éternel s’embrasa contre Uzza, et il le frappa, parce qu’il avait étendu sa main sur l’arche ; et il mourut là, devant Dieu ».
Selon l'Épître aux Hébreux (He 9,4), « il y avait dans l’arche un vase d’or contenant la manne, le bâton d’Aaron qui avait fleuri, et les tables de l’Alliance ».
L'absence de restes matériels a permis de donner libre cours à l'imagination. Ainsi, l'écrivain occultiste Jean Sendy écrit dans Lune, clé de la Bible en 1968 (en pleine période de conquête de la Lune) que l'Elohim biblique désigne des anges qui seraient des extra-terrestres ayant colonisé la Terre avant de repartir sur la Lune au moment du Déluge et où ils auraient mis à l'abri l'arche. Le 31 octobre 1981, l'archéologue amateur Tom Crotser prétend avoir retrouvé l'arche dans un tunnel sous le mont Pisga (en) relié à un monastère franciscain, découverte réfutée par l'archéologue Siegfried Horn. Le 6 janvier 1982, l'aventurier Ron Wyatt déclare avoir retrouvé l'arche dans une cavité souterraine du site de la Tombe du jardin. Il prétend y avoir également trouvé des traces du sang du Christ. L'absence de publication et d'artefact présenté à la communauté scientifique fait que cette dernière n'accorde aucun crédit à ce qu'elle considère comme des élucubrations grotesques,.

## Dans la culture populaire

### Littérature
L'Arche d'alliance est un objet de mystère historique dans le roman La Découverte du ciel (1992) de l'écrivain néerlandais Harry Mulisch ; elle constitue un fondement de l'intrigue. Elle est également l'objet de recherche d'un archéologue dans le roman policier L'Arche d'Alliance (2010) de Sarah Frydman.
Selon le journaliste Graham Hancock, l'Arche aurait été transportée vers 650 av. J.-C. à Éléphantine (île d'Égypte où existait une colonie juive qui avait son propre temple consacré à YHWH) par des Lévites pour la sauver du roi idolâtre Manassé puis sur l'île éthiopienne de Tana Qirqos (en), peuplée de Falachas (« juifs noirs » d'Éthiopie). Au IVe siècle av. J.-C., des prêtres l'auraient finalement amené à Aksoum en Éthiopie après la conversion des habitants au christianisme. Son livre Le mystère de l'arche perdue relève plus de la théorie pseudo-scientifique et de la littérature que de la recherche historique.

### Cinéma
L'Arche d'alliance est l'objet de la quête d'Indiana Jones dans le film Les Aventuriers de l'arche perdue (1981) de Steven Spielberg avec Harrison Ford, où le coffre en bois plaqué en or pur semble agir comme un condensateur géant libérant de l'énergie électrique, pouvant ainsi servir de transmetteur capable de communiquer directement avec Dieu (idée tirée du livre Chariots of the Gods? Unsolved Mysteries of the Past publié en 1968 par l'ufologue Erich von Däniken qui considère que l'Arche a été construite par des extra-terrestres pour communiquer avec Aaron et Moïse) et de tuer des personnes par décharge électrostatique. Représentée sur une paroi dans Indiana Jones et la Dernière Croisade, l'arche réapparait lors d'un court plan dans le 4e opus des aventures de l'archéologue Indiana Jones et le royaume du crâne de cristal lorsque la caisse qui l'abrite est endommagée à la suite d'une course-poursuite.
Dans Le Secret des Templiers, film danois de 2006, l'arche agit telle une bouteille de Leyde qui concentre de l'énergie électrique.
Ces films font probablement référence à une interprétation exégétique du XVIIe siècle popularisée en 1915 par l'article de Nikola Tesla « The Wonder World to be Created by Electricity » qui évoque un coffre dans la Bible constituant un super-condensateur accumulant de l'électricité statique par frottement de l'air chaud du désert contre les rideaux de lin (ces rideaux pouvant correspondre à ceux séparant le Saint des saints qui abrite le coffre, du reste du temple). Cette idée d'arc électrique capable de véhiculer l'énergie universelle est reprise dans le milieu ésotérique adepte de ces théories pseudo-scientifiques pour construire des répliques de l'Arche d'alliance agissant comme un condensateur géant,.

### Télévision
Dans la série télévisée Supernatural, à l'épisode 14 de la saison 11 (The Vessel), un morceau de l'Arche d'alliance est l'un des objets qui contient la puissance de Dieu.
À la fin de la saison 1 de la série The Order l'Arche d'alliance apparaît.
Dans le premier téléfilm Les Aventures de Flynn Carson : Le Mystère de la lance sacrée, l'Arche d'alliance est présente dans la bibliothèque.

### Bande dessinée
- Dans la bande-dessinée Une lettre de la maison de Keno Don Rosa, Picsou et ses neveux découvrent le trésor des Templiers, contenant entre autres l'Arche d'alliance.
- Dans le manga Tokyo ESP, l'Arche est la source des pouvoirs psychiques des personnages.
- Dans la bande dessinée  Requiem, chevalier vampire de Pat Mills et Olivier Ledroit, l'arche d'alliance contient le marteau de Thurim, une arme surpuissante ayant appartenue à Lucifer.

### Jeux vidéo
- Au début du jeu vidéo Assassin's Creed, Altaïr et ses hommes entrent en contact avec l'arche pendant une mission dans le temple de Salomon.
- Dans Bloodrayne, on la trouve dans une caisse au complexe situé en Argentine (la même que dans Indiana Jones) placée dans une cellule ; elle apparait en cassant cette caisse.
- Dans The Saboteur, une série de missions a pour but de récupérer pour les services secrets anglais une caisse volée par les nazis ; même si l'on ne la voit pas et que son nom n'est pas prononcé, il est grandement sous entendu qu'il s'agit de l'Arche d'alliance.
- Dans le tout premier jeu vidéo de la saga Tomb Raider, on peut apercevoir l'arche près de la porte d'entrée du manoir de Lara Croft, dans le niveau d'entrainement.
- Dans  Return of the Obra Dinn  le pouvoir mystique à l'origine de l'intrigue est présenté comme un coffre de bois et d'or, attirant des créatures légendaires tels des sirènes, un kraken et autre. Une fois ouvert, ce coffre rempli de "vif-argent" (ancien nom du mercure) deverserait un flot de feu capable de bruler un homme en quelques secondes, sous-entendant grandement que cet artefact serait l'Arche d'alliance.
- Dans Civilization VI, l'Arche d'alliance fait partie des reliques disponibles.
- Dans Crusader Kings 2, l'arche de l'Alliance est un artefact détenu par la dynastie salomonide.

### Émission de radio
- Fabrice Drouelle, « Le mystère de l’Arche d’alliance » [audio], émission Affaires sensibles (54 min), France Inter, 24 décembre 2022 (rediffusion du 7 mai 2019).